# 草根
草根（英語：Grassroots），或草根阶层一詞，通常用於指代在社会阶层中的一般中低收入的基層。其与政府、统治阶级、大型企业等概念对立。
草根象征着社会低层，但其概念和無產階級有別，在使用該詞時並不指涉特定的職業（如藍領）。
草根运动是指一种非常规从低层势力而启发的运动。社会上的变化通常是由有势力实体（如政府）启发或操作的，草根运动在此是指群众启发的运动。同样的在商业领域里，市场中的变化通常是由大型企业领导的，草根运动在此是指由消费者启发的市场变化。
民間有時将一些民间组织或非政府组织群体称为草根组织。有时政治组织和企业亦會通過樹立草根形象以獲取利益，即病毒营销或假草根。
“草根”一詞的應用與發展同互聯網時代的到來有著密切的聯繫，推動了創新形態的變革，創新2.0形態作為知識社會下的草根創新形態進一步推動了社會形態、文化形態的變革，並塑造了社會和文化的草根化進程。。

## 词源、历史
“草根”一词来自于对英文中grassroots一詞的翻译。在英文当中其一般释义为农业区，基层，基础等，也可以引申至普通民众阶层。
Grassroots一詞最早作為政治隱喻的起源尚不明確。在美國，最早使用“草根”一詞的人被認為是印第安納州參議員阿尔伯特·杰里迈亚·贝弗里奇在1912年談論進步黨時提到的“這個黨（進步黨）來自草根之間。它是在人民艱苦生活的土壤中成長起來的。”。

## 草根文化
草根文化即是源自社会底层的大众文化、平民文化等。在文化方面則與菁英文化或菁英阶层相对。
現代資訊科技的發展推動了創新形式、社會形式、文化形式的變革。適應資訊社會、知識經濟的創新2.0形態深刻塑造和宏揚了草根文化，創新2.0作為知識社會條件下的草根創新形態影響了社會和文化的草根化進程。 Web2.0正是創新2.0在網路領域的典型體現，Blog、wiki作為Web 2.0的典型代表給一般大眾、媒體菁英、以及潛在媒體菁英同等展示的舞台，進一步推動了文化的大眾化、平民化、草根化。。
同时一些非主流的民间、小市民文化等，会被称作草根文化。典型的例子有民主進步黨行動綱領中第132條“鼓勵草根文化，維護文化財及民間技藝，加強巡迴展覽演奏，平衡城鄉文化發展。”一句。